# Едіт Мастер
Едіт Мастер (англ. Edith Master, 25 серпня 1932 — 18 серпня 2013) — американська вершниця.
Бронзова призерка Олімпійських Ігор 1976 року в командній виїздці.